# Logogryf
Logogryf (från grekiskans logos = ord och grifos = gåta) är en ordgåta, där man skall gissa såväl huvudordet som de småord, vilka erhålls genom olika kombinationer av i huvudordet ingående bokstäver.